# Dinuzulu kaCetshwayo
Dinuzulu kaCetshwayo, né en 1868 et mort le 18 octobre 1913, est le roi des Zoulous du 20 mai 1884 à sa mort en 1913.

## Biographie
Il succède à son père Cetshwayo, qui fut le dernier roi des Zoulous à être officiellement reconnu comme tel par l'Empire britannique. Le royaume zoulou est divisé en treize territoires plus petits après la guerre anglo-zouloue et Cetshwayo (et par la suite Dinuzulu) administre l'un d'eux. Les Britanniques réalisent plus tard l'inutilité de la partition du Zoulouland et restaurent Cetshwayo en tant que chef suprême des territoires. Cependant, ils laissent l'un des adversaires de Cetshwayo, Zibhebhu kaMaphitha, seul avec ses terres intactes. Le 22 juillet 1883, il attaque le nouveau krall de Cetshwayo à Ulundi, blessant le roi et l'obligeant à fuir.
En 1890, les autorités britanniques l'exilent pendant sept ans sur l'île de  Sainte-Hélène pour avoir mené une armée zouloue contre les Britanniques à la suite de l'annexion des plaines côtières du Zoulouland.
En 1906, la rébellion de Bambatha éclate. Cette révolte fait l'objet d'une répression féroce de la part des forces britanniques et  est matée en juillet 1906 au prix de la mort de 3 000 à 4 000 Zoulous. Après la révolte, Dinuzulu est accusé d'avoir encouragé la rébellion. Bien qu'il ait protesté de son innocence, il est reconnu coupable et condamné à quatre ans d'emprisonnement en mars 1908. Deux ans plus tard, son ancien ami, le général afrikaaner Louis Botha, devient le premier ministre de l'Union d'Afrique du Sud. Botha ordonne que Dinuzulu soit libéré et transporté à la ferme Uitkyk dans le Transvaal, où il meurt en 1913 à l'âge de 44 ou 45 ans.
Son fils Solomon kaDinuzulu lui succède.

## Iziqu
Le collier porté par Dinuzulu, l'iziqu, est à l'origine du badge de bois qui est aujourd'hui une reconnaissance mondiale dans le mouvement scout. Il fut rapporté par Baden-Powell à la suite d'une campagne militaire britannique contre les Zoulous en 1887.